# Day 'n' Nite
Day 'n' Nite (デイ・ン・ナイト) は、2008年2月5日に発売されたキッド・カディの曲。グッド・ミュージックによって発売された。